# Prima circumnavigazione russa del globo
La prima circumnavigazione russa del globo (in russo Первое русское кругосветное плавание?) fu intrapresa negli anni 1803-1806 sulle navi Nadežda e Neva sotto il comando rispettivamente di Adam Johann von Krusenstern e Jurij Fëdorovič Lisjanskij.
La spedizione, che era stata originariamente pianificata come un'impresa commerciale della Compagnia russo-americana, fu rilevata dallo Stato e i compiti della spedizione furono ampliati: dovevano esplorare Sachalin e le isole Curili, stabilire relazioni diplomatiche con il Giappone e aprire il mercato cinese per il commercio di pellicce russe. La tappa cinese della spedizione era legata via terra all'ambasciata guidata dal conte Jurij A. Golovkin. Parimenti, il gruppo includeva una delegazione diplomatica, diretta in Giappone, guidata dal ciambellano di corte e ambasciatore plenipotenziario Nikolai P. Rezanov. Rezanov era anche l'alto rappresentante della Compagnia russo-americana.

## I preparativi
Krusenstern si recò prima in Inghilterra per acquistare due navi: lo sloop Leander da 450 tonnellate con 16 cannoni che fu ribattezzato Nadežda (in italiano Speranza) e il Thames da 370 tonnellate con 14 cannoni, ribattezzato Neva. 
Ad Amburgo reclutò lo staff scientifico della spedizione, alcuni dei quali acquisirono una certa notorietà, come i naturalisti Georg Heinrich von Langsdorff (1774-1852), Wilhelm Gottlieb von Tilesius von Tilenau (1769-1857) e l'astronomo Johann Caspar Horner. Il poeta tedesco August von Kotzebue gli affidò i suoi due figli adolescenti, Otto e Moritz. Uno dei luogotenenti della spedizione era Fabian von Bellingshausen. 
Anni dopo Bellingshausen e Otto von Kotzebue avrebbero continuato le esplorazioni russe nel Pacifico.

## La spedizione
Le navi partirono da Kronštadt il 7 agosto 1803, fermandosi a Copenaghen, Falmouth, Tenerife e all'isola Santa Catarina (Brasile). Dopo aver doppiato Capo Horn (il 3 marzo 1804,) sostarono a Nuku Hiva (Isole Marchesi). Sulla costa occidentale di Nuku Hiva scoprirono un ottimo porto al quale diedero il nome di Čičagov e per alcune settimane si dedicarono allo studio e alla descrizione degli isolani.
Quando la spedizione raggiunse le isole Hawaii, le navi si divisero: la Nadežda si diresse verso la Kamčatka arrivando a Petropavlovsk-Kamčatskij il 14 luglio 1804 e ripartendo l'8 settembre diretta in Giappone. Il 7 ottobre la nave avvistava Nagasaki, sulla costa sud-occidentale dell'isola di Kyūshū. Nel frattempo la Neva salpò verso l'isola Kodiak (nel Golfo dell'Alaska), dove rimase per 14 mesi, prendendo parte alla guerra russo-tlingit (1802-1805).

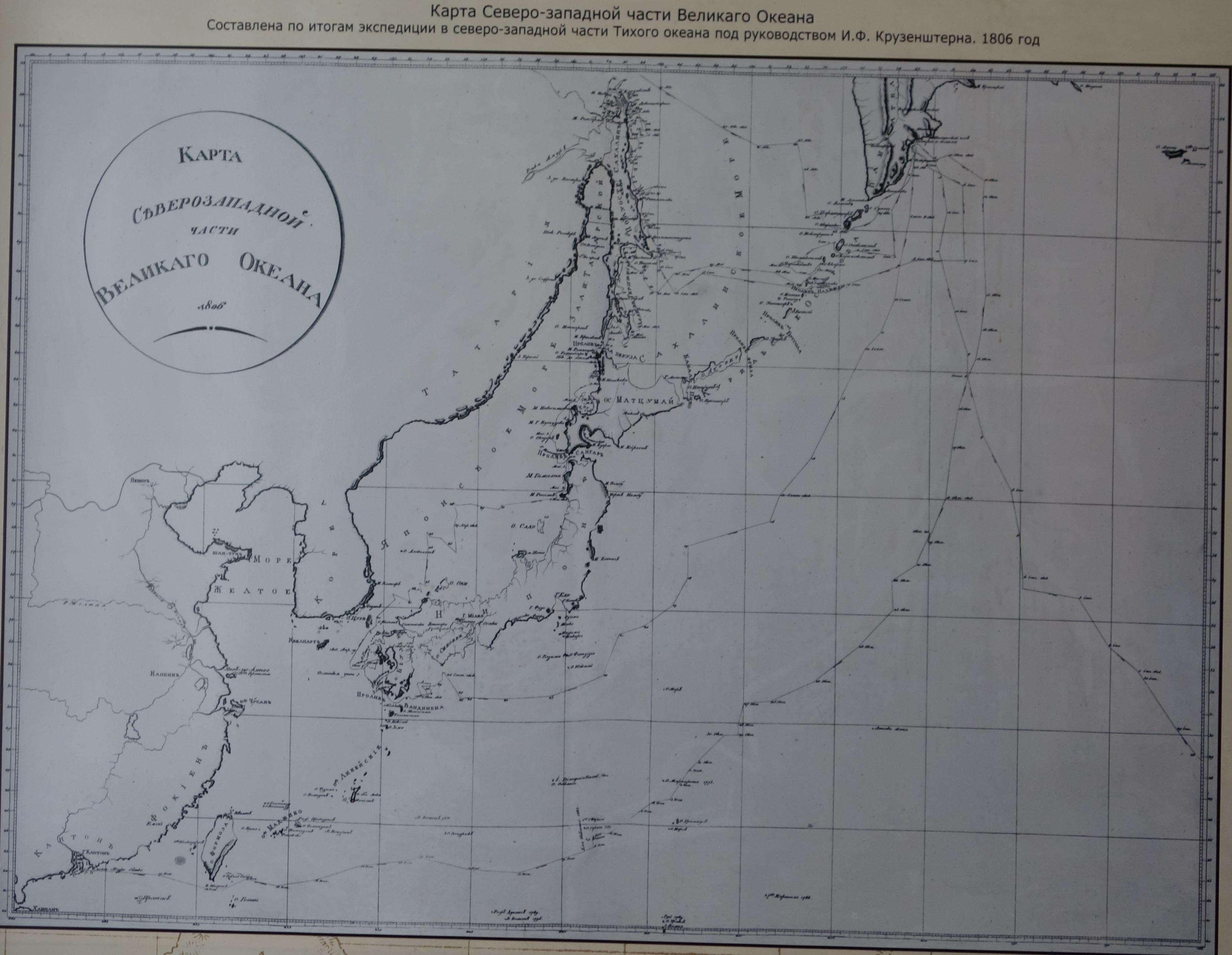
Mappa di Sachalin compilata da Krusenstern nel 1806

Le navi si riunirono a Canton nel dicembre 1805 e, dopo aver lasciato la Cina, navigarono insieme per un breve periodo prima di tornare indipendentemente a Kronštadt nell'agosto 1806.
L'ambasciata in Giappone era guidata dal conte Rezanov, ma i suoi poteri non erano adeguatamente formalizzati e distribuiti, il che causò continui conflitti con Krusenstern, nominato sei mesi prima. Politicamente la spedizione non ebbe successo: le autorità giapponesi non permisero all'inviato di entrare nel paese e rifiutarono di stabilire relazioni diplomatiche. Nel 1805, Rezanov e il suo seguito sbarcarono in Kamčatka e in seguito iniziarono a inserirsi nella politica locale. Ad esempio, presero parte alla discussione sull'annessione di Sachalin e delle isole Curili e sul peggioramento delle relazioni tra gli stati. 
Nonostante non fosse possibile vendere pellicce in Cina con una quota sufficiente di profitto, tutti gli obiettivi commerciali furono raggiunti.

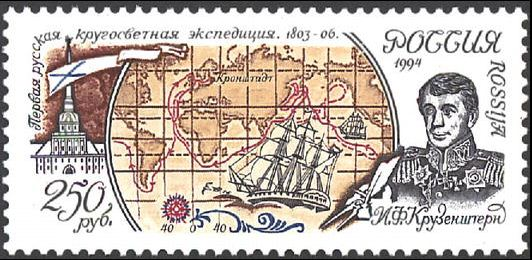
Francobollo russo del 1992 commemorativo della spedizione

La spedizione fece diverse scoperte nel Pacifico: nominò e descrisse isole, arcipelaghi, promontori, scogliere e stretti. Inoltre, vennero raccolte informazioni botaniche, zoologiche ed etnografiche. Molte delle persone che presero parte alla spedizione pubblicarono libri che raccontavano i loro viaggi in più lingue, mentre altri diari non furono pubblicati fino al XXI secolo.